# Nintendogs
Nintendogs és un videojoc de simulació per a la consola portàtil Nintendo DS. Va ser llançat originàriament al Japó, i més tard a Amèrica del Nord, Austràlia, Nova Zelanda, i Europa.
El joc permet jugar amb fins a tres gossos simultàniament, i el jugador ha de cuidar el gos o els gossos; l'ha de dutxar, l'ha de dur a passejar, ha de recollir els seus excrements quan defeca, etc. per a millorar la puntuació en el joc. Quan el jugador passegi virtualment el gos, pot trobar-se amb altres gossos, amb regals, etc. Per obtenir diners en el videojoc s'ha de guanyar concursos de frisbee, d'agilitat o d'obediència, o també es pot guanyar diners venent objectes innecessaris. En aquest joc es pot connectar amb els teus amics. Pot ser que un dels teus gossos se t'escapi, però no hi ha problema, portes a passejar uns altres dels teus gossos i a més de trobar-te un regal, et pots trobar el teu gos.
Hi ha diferents versions del joc, on varia la raça del gos a cuidar:
- Nintendogs "Labrador & friends".
- Nintendogs "Chiuaua & friends".
- Nintendogs "Teckel & friends".
- Nintendogs "Dalmata & friends".

Inicialment es va començar a dissenyar cap el 1997, amb Shigesato Itoi (dissenyador d'EarthBound), Tsunekazu Ishihara (dissenyador de Pokémon) i Shigeru Miyamoto. Els tres van desenvolupar un prototip de Nintendo 64 d'un joc de cria per nens amb mascotes anomenat Cabbage. En el seu desenvolupament hi van dedicar quatre anys es va permetre fonamentalment desenvolupar el rellotge de temps real i l'escriptura massiva introduïts al perifèric 64DD.